# 森本晋太郎
森本 晋太郎（もりもと しんたろう、1990年1月9日 - ）は、日本のお笑い芸人。お笑いトリオ・トンツカタンのメンバー（ツッコミ担当）。プロダクション人力舎所属。

## 来歴
東京都出身。幼稚園から高校までセント・メリーズ・インターナショナル・スクールに通う。中学時代に上田晋也（くりぃむしちゅー）の『知ってる?24時。』（ニッポン放送）のラジオを聴き、芸人を志すようになる。
国際基督教大学（ICU）へ進学、お笑い研究会に所属。飯島翔平（元アメリカンコミックス、現在は引退）とコンビ「しまいにゃショパン」として活動していた。当時は『おぎやはぎのメガネびいき』（TBSラジオ）などのラジオ番組に「しまいにゃポコチン」というラジオネームでネタ投稿を行っていた。同大卒業後、2012年にプロダクション人力舎が運営する養成所・スクールJCAの21期生として入学。養成所で、既にアルバイト先で出会って一緒に入学していたお抹茶と櫻田に出会う。既に二人はコンビ「トンツカタン」であり、卒業間近になって、他のコンビを解散していた森本が加わる形でトリオとなった。JCA卒業後はJCAプロモーションへ昇格し、2013年よりトンツカタンとしてプロダクション人力舎へ正式所属となった。

## 人物
- トンツカタンではツッコミ・ネタ作り担当。
- 身長172cm、体重60kg、血液型O型[2]。
- 水色のグラデーションシャツがトレードマーク。
- 趣味は配信、ブログを書くこと。特技は英語（TOEFL iBT108点）、エビ反り[2]。インターナショナルスクール出身のため、ネイティブ並みの英語力を持つ。
- 酒井貴士（ザ・マミィ）とラップユニット「Mells」を結成[7]（名義は「MC POKO」）し、2020年7月29日に配信シングル「Can't say feat. おかもとえみ」でデビュー[8]。
- フワちゃんと親交が深い[9]。
  - 2024年8月に起こったフワちゃんのやす子への不適切投稿騒動の際は旅行中で加納（Aマッソ）と共にフワちゃんに同行しており、不適切投稿を面白がることはなく止めようとしていたが結局強く止めることができなかったという[10]。
- 東京のライブシーンで多数MCを担当してきた。

## 賞レース成績
- 2022年 R-1グランプリ2022 準決勝進出
- 2024年 R-1グランプリ2024 準々決勝進出[11]

## 出演

### テレビ番組
現在の出演番組
- 沼にハマってきいてみた（2023年4月8日 - 、NHK Eテレ） - 企画プレゼンター[12]
- ホリケンのみんなともだち（2022年8月24日 - 2023年3月29日、テレビ朝日）
- 大久保佳代子のずたぼろゴルフ → 大久保佳代子のずたぼろゴルフ2（2022年12月26日 - 、スポーツライブ+） - ナレーション
- ハマスカ放送部（2023年5月16日 - 、テレビ朝日） - 不定期出演
- ノイミーステーションTV（2023年8月6日・10月 - （月1回）、朝日放送）[13] - MC
- 恋はロケ中に！（2025年4月5日 - 、CBCテレビ） - MC[14]
- GENIC hour（2025年8月8日 - 、読売テレビ） - MC

過去の出演番組
- スペシャのヨルジュウ♪（2017年12月13日 - 2022年4月20日 、スペースシャワーTV） - ジュウくん（声の出演）
- みんな大好き!トンツカタン森本のブチ切れデトックス（テレ朝チャンネル、2019年12月1日）
  - 行くぜ武道館!トンツカタン森本のブチ切れデトックス2（テレ朝チャンネル、2021年2月25日）
  - トンツカタン森本のブチ切れデトックス スピンオフ ランジャタイ国崎VS森本一騎打ち（テレ朝チャンネル、2021年10月27日）
- いただきハイジャンプ（2020年9月19日、10月24日、11月7日 - フジテレビ）
- 大学お笑いMONSTERS（テレビ東京、2021年9月3日、10日） - MC
- 本家が聴かせてもらいます（2021年11月18日 - 12月23日、2022年2月5日・23日、テレビ東京） - MC
- 土曜はカラフル!!!（2023年 - 2025年、東京MX） - 準レギュラー
- 凪咲とザコシ（2022年4月5日・12日・19日・26日、テレビ朝日）
- トンツカタン森本&フワちゃんの『Thursday Night Show』〜学ばない英語〜（2022年10月7日 - 2023年9月29日、テレビ朝日） - MC
- 愉快なキャラたちがワイプで見守る話 シーズン1 味噌だけで10本いきます（2024年7月26日 - 9月27日、CBC）[15]
- ワールドディスパッチ（2025年3月4日 - 3月25日、テレビ朝日）

### WEB番組
- おねうち!!!マスカット〜女の本性むき出し編〜（2022年5月20日 - 7月29日、ABEMA SPECIAL 2） - MC
- ノイミーステーション 特別急行（2023年1月 - 3月、GYAO!） - MC
- アイドル神声チャレンジ （2023年7月 - 11月、YouTube「動画、はじめてみました【テレビ朝日公式】」） - MC（モリーの声→スタジオMC）
- 僕青青春学園! 放課後は楽しまナイト!（2025年5月23日 - 8月6日、TikTok LIVE） - MC

### ラジオ
現在のレギュラー番組
- 真誠presents　大久保佳代子・森本晋太郎のどうぞご自由に（2024年10月5日 - 、CBCラジオ）

過去の出演番組
- STEP ONE（2019年4月1日 - 2020年9月30日、J-WAVE） - 「CHEER UP WORKERS」リポーター
- フワちゃんのオールナイトニッポン0（2020年9月23日・2022年7月4日・10月10日・11月21日・2023年1月9日・4月17日、ニッポン放送）
  - フワちゃんのオールナイトニッポンX（2021年4月21日・10月27日・12月8日・29日・2022年3月23日、ニッポン放送）
- ジェネZ → ジェネZZ（2021年4月4日 - 2024年9月24日、bayfm78） - DJ
- ちょいさき（2021年10月 - 2022年3月・10月 - 2023年3月（ナイターオフ番組（10月 - 翌3月））、NACK5）
- 岡野陽一とトンツカタン森本のカラフルオセロ（2021年11月2日、文化放送）
- アシスタント森本（2024年1月22日、TBSラジオ）

### WEBラジオ
- 森岡大介（2021年1月1日 - 2023年6月30日、GERA放送局）
- ねころびラジオ（stand.fm）

### テレビドラマ
- 生きるとか死ぬとか父親とか（2021年4月10日 - 6月26日、テレビ東京） - 構成作家・近田純 役
- だが、情熱はある（2023年4月9日 - 6月25日、日本テレビ） - 山里周平（山里亮太の兄） 役[16]

### 劇場アニメ
- カメの甲羅はあばら骨（2022年10月28日、イオンエンターテイメント、アスミック・エース） - ウマ渡ウマ龍馬 役

### WEBアニメ
- デラックスだよ!貝社員（2019年7月 - 2021年3月 、YouTube「DLE Channel」） - 鴨山課長 役

### 雑誌連載
- TV LIFE「トンツカタン・森本のネクストブレイク紀行」（ワン・パブリッシング、2023年3月 - ）

### 書籍
- ツッコミのお作法 ちょっとだけ話しやすくなる50のやり方（KADOKAWA、2025年5月28日刊行、ISBN 978-4-0489-7893-4）[17]

### YouTube
- 森本ドキュメントTV
- おこたしゃべりチャンネル
- gamesおこた
- しんた
- GOLDENTIME
- タイマン森本
- Laugh English /トンツカタン森本のラフに学べる英会話
- バーチャルシンデレラプロジェクト
- Mells
- 矢作とアイクの英会話[18] - 2023年11月12日よりアイクぬわらの代わりを務めている

## ライブ
- トンツカタン森本のブチ切れデトックス（2019年10月31日、関交協ハーモニックホール）
- トンツカタン森本のブチ切れデトックス2（2021年2月25日、EXシアター）
- トンツカタン森本のブチ切れデトックス3（2022年5月19日、中野サンプラザ）